# Werner Schriever
Werner Schriever (* 16. August 1920 in Bremen; † 15. Mai 2013) war ein deutscher Politiker (SPD) aus Bremen und er war Mitglied der Bremischen Bürgerschaft.

## Biografie

### Ausbildung und Beruf
Schriever war als Maschinenschlosser in Bremen tätig.

### Politik
Schriever war Mitglied der SPD im Ortsverein Bremen Neue Vahr.
Er war von 1959 bis 1971 für die SPD 12 Jahre lang Mitglied der Bremischen Bürgerschaft und in verschiedenen Deputationen und Ausschüssen der Bürgerschaft tätig. Er war engagiert beim Aufbau des neuen Stadtteils Bremen-Vahr.

## Ehrungen
- 1983: Großes Verdienstkreuz der Bundesrepublik Deutschland